# Église Saint-Antoine-et-Saint-Denis de Dominois
L’église Saint-Antoine-et-Saint-Denis de Dominois est située sur le territoire de la commune de Dominois au nord-ouest du département de la Somme.

## Historique
La construction de l'actuelle église de Dominois remonte au XVIe siècle. Le village ayant été détruit par les armées espagnoles en 1635, l'église fut restaurée à la fin du XVIIe siècle. Au XIXe siècle, l'église subit une nouvelle restauration de 1862 à 1865.

## Caractéristiques

### Extérieur
L'église de Dominois a été construite en pierre blanche selon un plan basilical traditionnel. Elle est précédée d'une massive tour-clocher renforcée de robustes contreforts à chaque angle. Sa toiture couverte d'ardoise se termine par un clocheton qui abrite les cloches.

### Intérieur
Le chœur conserve une poutre de gloire sculptée. Sur le pourtour, les blochets de la sablière sont sculptés et représentent les instruments de la Passion. La pierre tombale de Françoise du Biez, dame de Dominois, date de 1608. Elle est protégée en tant que monument historique, au titre d'objet depuis le 6 novembre 1984. La statue de Saint Denis céphalophore en bois polychrome date du début du XVIe siècle. Elle est protégée en tant que monument historique, au titre d'objet depuis le 6 novembre 1984. Le bénitier en pierre, du XVIe siècle est lui aussi protégé en tant que monument historique, au titre d'objet depuis le 6 novembre 1984.

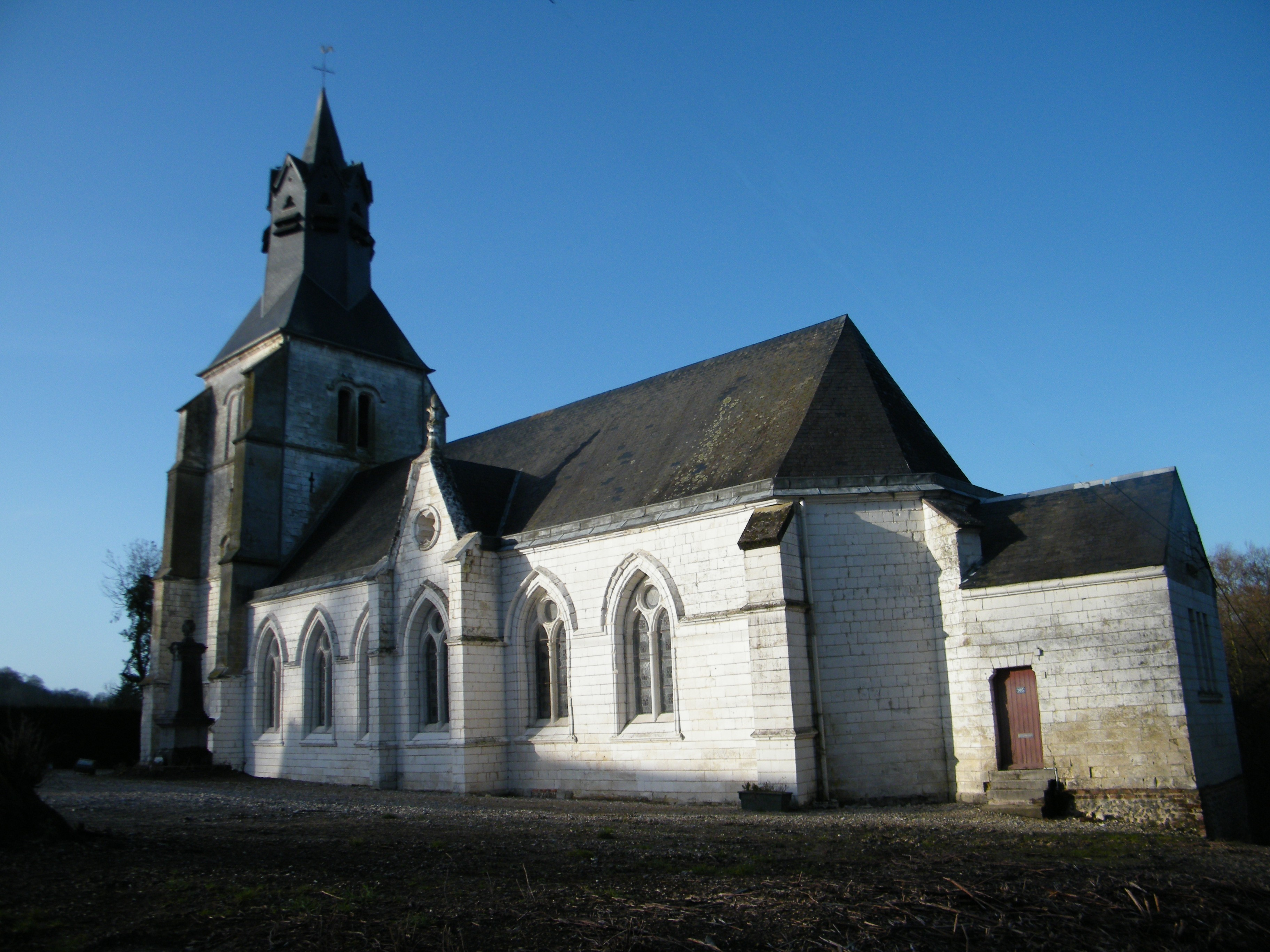
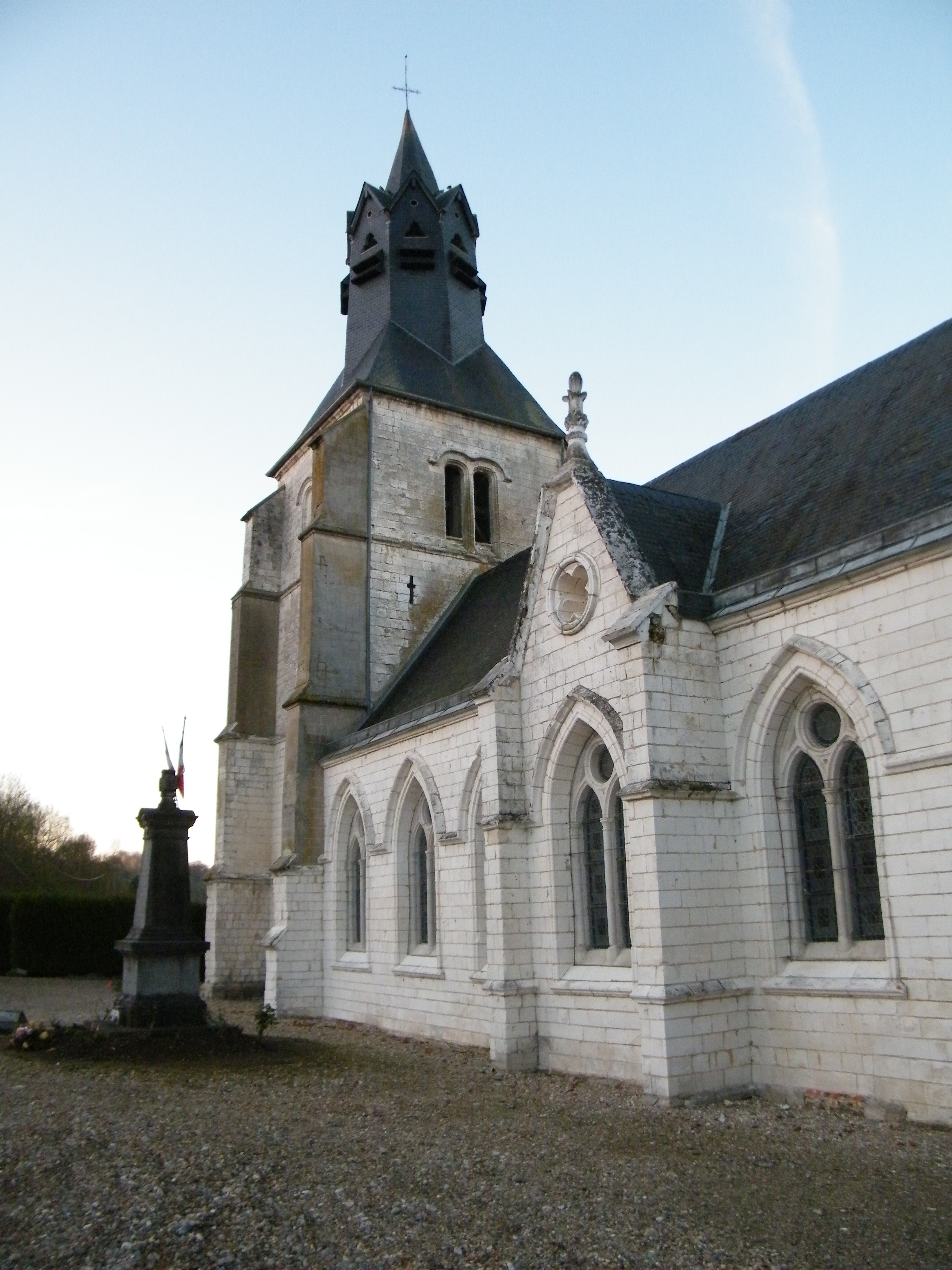
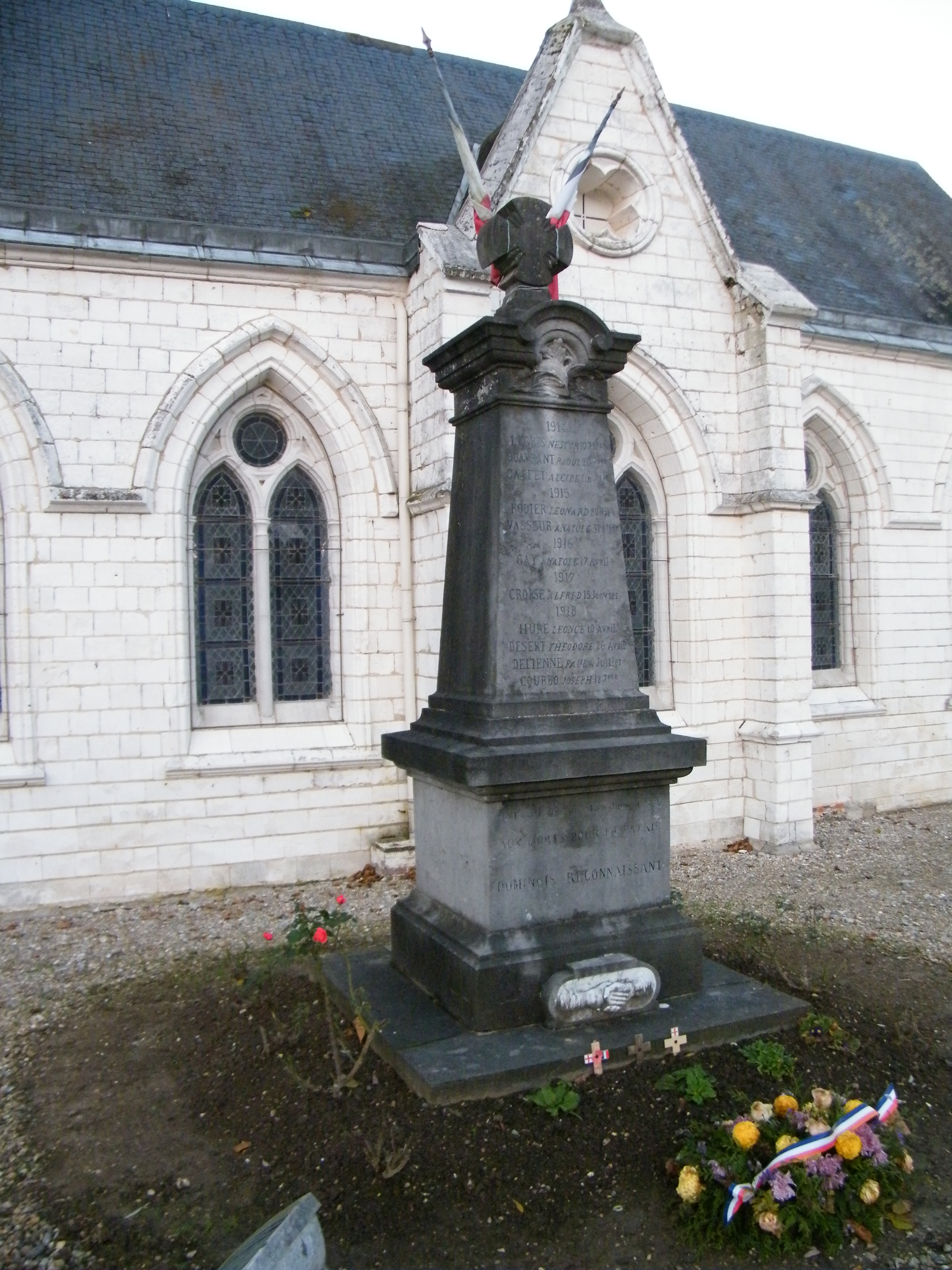